# إبراهيم بايلان
إبراهيم بايلان (بالسويدية: Ibrahim Baylan)‏ (1972- ) هو سياسي سويدي تركي المولد، شغل منصب وزير الطاقة في الحكومة السويدية منذ 3 أكتوبر 2014. كما كان عضواً في البرلمان السويدي منذ العام 2006، ونائباً لرئيس مجلس الإدارة في لجنة التربية والمتحدث باسم القضايا التربوية للحزب الاشتراكي الديمقراطي السويدي بين الأعوام 2012 و2014. كما سبق له أن تقلد منصب وزير المدارس من 2004-2006، وقد جرى اختياره سكرتيراً للحزب الاشتراكي الديمقراطي في العام 2009.

## حياته الشخصية
وُلد في 15 مارس 1972 في قرية سالاح بمنطقة طور عبدين، جنوب شرق تركيا.